# Howdah d'or
Le Howdah d'or (siège d'éléphant, ou Chinnada Ambari à Kannada) est un howdah, le porteur monté sur l'éléphant de tête pendant la Jamboo Savari (procession d'éléphant) du célèbre Mysore Dasara. C'est le point de convergence de toutes les attentions lors des célèbres festivités du Dasara. Depuis 2012, il est porté par Arjuna.

## Le Howdah
La date exacte de sa fabrication n'est pas connue. Le howdah de 750 kg, utilisé dans la Jamboo Savari (cortège d'éléphants) le jour de Vijayadashami, dispose de deux sièges larges en rangées, plus grands que l'intérieur d'une voiture familiale. Les Rajas de Mysore utilisaient ce howdah lors de la célèbre procession Dasara, qui traversait les rues de la ville princière pendant le festival chaque année. Mais depuis l'abolition de la royauté, la statue de Chamundeshwari est transportée dans le howdah. Le Howdah est fait d'or pur.  La structure centrale est en bois et recouverte de feuilles d'or en filigrane de 60 kg par Singhanacharya "Swarnakala Nipuna". Il a trois piliers habilement sculptés sur chacun des quatre côtés.  Il est recouvert d'un dais ressemblant à une couronne. Il y a cinq kalasams sacrés sur le dessus. Le siège lui-même est en argent, des motifs séduisants l’embellissant. 

## La procession
Le Howdah d'or est monté sur l'éléphant de tête avec l'idole de la divinité ( Nadadevathe ) Chamundeshwari placée à l'intérieur.  La procession de plus 5,5 km traverse la ville de Mysore, à partir du palais de Mysore et se terminant à Bannimantap. L'éléphant qui porte le Howdah est formé et préparé des années avant de faire le travail. Balarama a la particularité d'avoir participé à la procession 19 fois et a porté le Howdah à treize reprises, entre 1999 et 2011. Après lui avoir succédé en 2012, Arjuna est devenu le porteur. 